# 七福温泉
七福温泉（しちふくおんせん）とは、新潟県東蒲原郡阿賀町七名にある温泉。

## 泉質
- 単純硫黄冷鉱泉
  - 泉温　13.3℃

## 温泉地
福島県との県境にも近い山あいに、日帰り入浴施設「七福荘」が1軒存在する。施設に併設された食堂では、打ち立ての蕎麦と地元の食材を使った料理が楽しめる。
周辺の集落は「七福の里」と呼ばれ、七福神を祀っている。丸渕観光わらび園や大尾不動滝、廃村に人工的に作られたたきがしら湿原が観光名所となっている。
宿泊施設は、七福荘が管理しているキャンプ場「ふれあいの森バンガロー」が約1 kmの距離に存在する。

## 歴史
明治時代から「薬の湯」として地元住民に親しまれてきた。一時期、休業していたが、2021年4月24日にグランドオープンした。

## アクセス
- JR磐越西線 津川駅より新潟交通観光バス（丸渕行き）で45分、バス停「七名」下車後、徒歩で3分。
  - 東川予約制デマンドバスへの移行に伴い2021年9月末をもって路線廃止予定[3]。
- 磐越自動車道 津川ICより車で25分。